# 취송류
취송류(吹送流, wind generated current)는 표면의 바람 마찰에 의해 생성된 수역의 흐름이다. 바람은 어떤 크기의 수역에서도 표면 전류를 생성할 수 있다. 조류의 깊이와 강도는 바람의 강도와 지속 시간, 마찰과 점성 손실에 따라 달라지지만 메커니즘에 따라 수심 약 400m로 제한되며 수심이 더 얕은 곳에서는 더 낮은 수심으로 제한된다. 흐름의 방향은 코리올리 효과의 영향을 받으며 북반구에서는 풍향의 오른쪽으로, 남반구에서는 왼쪽으로 상쇄된다. 풍류는 용승 및 하강, 지층 흐름, 서쪽 경계류의 형태로 2차 물 흐름을 유도할 수 있다.

## 구조
바람과 수역 상부 표면 사이의 마찰은 바람과 함께 수면을 끌게 된다. 표면층은 바로 아래의 물에 점성 항력을 발휘하여 운동량의 일부를 전달한다. 이 과정은 에너지가 소산됨에 따라 수심이 증가함에 따라 흐름 속도가 지속적으로 감소하면서 아래쪽으로 계속된다. 행성 회전의 관성 효과로 인해 북반구에서는 오른쪽으로, 남반구에서는 왼쪽으로 깊이가 증가하면서 흐름 방향이 오프셋된다. 편향 메커니즘을 코리올리 효과라고 하며, 깊이에 따른 유속 변화를 에크만 나선이라고 한다. 효과는 위도에 따라 다르며 적도에서는 매우 약하고 위도에 따라 강도가 증가한다. 이 메커니즘으로 인해 발생하는 물의 흐름을 에크만 수송이라고 한다.
안정된 상태의 흐름을 확립할 수 있을 만큼 오랫동안 깊은 물 속에서 긴 물길을 가로질러 부는 꾸준한 바람은 지표수를 풍향에 대해 45° 이동하게 한다. 수심에 따른 흐름방향의 변화는 물이 풍향에 수직으로 약 100~150m 깊이로 이동하며, 유속은 흐름방향이 반대인 약 330~400m 수심에서 표면유속의 약 4%로 떨어진다. 풍향에 따라, 그 이하에서는 해류에 대한 바람의 영향이 무시할 수 있는 것으로 간주된다. 이러한 조건에서 해류의 유효 두께에 대한 순 물 흐름은 풍향에 수직이다. 지속적으로 우세한 바람은 양쪽 반구 모두에 지속적으로 순환하는 표면 해류를 형성하며, 해류가 대륙 대륙에 의해 경계를 이루는 경우 결과적인 환류는 종방향 범위가 제한된다. 계절적, 지역적 바람은 더 작은 규모의 일반적으로 일시적인 흐름을 일으키며, 이는 추진하는 바람이 잦아든 후에 소멸된다.
실제 조건은 바람의 세기와 방향이 다양하기 때문에 종종 다르며, 완전한 나선이 발달하기에는 깊이가 충분하지 않아 바람의 방향과 지표수 이동 사이의 각도가 15°만큼 작을 수 있다. 더 깊은 물에서는 각도가 증가하여 45°에 가까워진다. 안정적인 피크노클린은 운동 에너지가 더 깊은 물로 전달되는 것을 억제하여 표면 해류에 대한 수심 제한을 제공할 수 있다.
환류에서 내부로 향하는 얕은 물 흐름으로 인해 표면 수준이 점차 중심을 향해 위쪽으로 기울어진다. 이는 수평 기압 구배를 유도하여 균형을 이루는 지균류 흐름을 유도한다.

## 해양 취송류
서부 경계
- 멕시코 만류
- 아굴라스 해류
- 쿠로시오 해류

동부 경계
- 벵겔라 해류
- 훔볼트 해류
- 캘리포니아 해류

적도
- 북적도 해류
- 남적도 해류

대서양
- 카나리아 해류

태평양
- 남극순환류

## 같이 보기
- 해류
- 열염순환
- 용승